# 1198 Atlantis
1198 Atlantis è un asteroide areosecante. Scoperto nel 1931, presenta un'orbita caratterizzata da un semiasse maggiore pari a 2,2509045 UA e da un'eccentricità di 0,3350336, inclinata di 2,72442° rispetto all'eclittica.
Il suo nome fa riferimento alla leggendaria isola di Atlantide.